# Russische Eishockeymeisterschaft der Frauen 1995/96
Die Saison 1995/96 war die erste Spielzeit der russischen Eishockeymeisterschaft der Frauen (russisch Чемпионат России по хоккею с шайбой среди женщин), der höchsten Spielklasse im russischen Fraueneishockey. 
1994 beschloss das nationale russische Olympische Komitee, in Hinblick auf die Olympischen Spiele 1998 Fraueneishockey in Russland zu fördern und gründete 1995 die russische Eishockeymeisterschaft der Frauen.
Den ersten Meistertitel sicherte sich AO Luschniki Moskau vor Uralotschka-Awto Jekaterinburg und Lokomotive Krasnojarsk. Die beste Torschützin der Meisterschaft war Julia Perowa vom Meister Luschniki Moskau.

## Modus
Die erste der Saison der russischen Frauen-Meisterschaft wurde vom 20. September 1995 bis zum 12. Februar 1996 mit sechs Mannschaften ausgetragen.
Die Austragung erfolgte in Form von drei Turnieren, die in Moskau (20. bis 25. September 1995), Jekaterinburg (5. bis 10. Dezember 1995) und Omsk (7. bis 12. Februar 1996) stattfanden, wobei jeweils pro Mannschaft fünf Spiele ausgespielt wurden.
Für einen Sieg erhielt jede Mannschaft zwei Punkte, bei einem Unentschieden gab es ein Punkt und bei einer Niederlage null Punkte.

## Tabelle
|    | Klub                           | Sp | S  | U | N  | T   | GT  | Punkte |
| -- | ------------------------------ | -- | -- | - | -- | --- | --- | ------ |
| 1. | AO Luschniki Moskau            | 15 | 15 | 0 | 0  | 267 | 1   | 30     |
| 2. | Uralotschka-Awto Jekaterinburg | 15 | 11 | 1 | 3  | 118 | 28  | 23     |
| 3. | Lokomotive Krasnojarsk         | 15 | 8  | 2 | 5  | 59  | 47  | 18     |
| 4. | Spartak-ZFS MFP Moskau         | 15 | 6  | 1 | 8  | 83  | 52  | 13     |
| 5. | Awangard Omsk                  | 15 | 3  | 0 | 12 | 26  | 122 | 6      |
| 6. | Kristallotschka Saratow        | 15 | 0  | 0 | 15 | 2   | 305 | 0      |

Abkürzungen: Sp = Spiele, S = Siege, U = Unentschieden, N = Niederlagen, T = Tore, GT = Gegentore